# 费尔南·瓦斯·多拉多

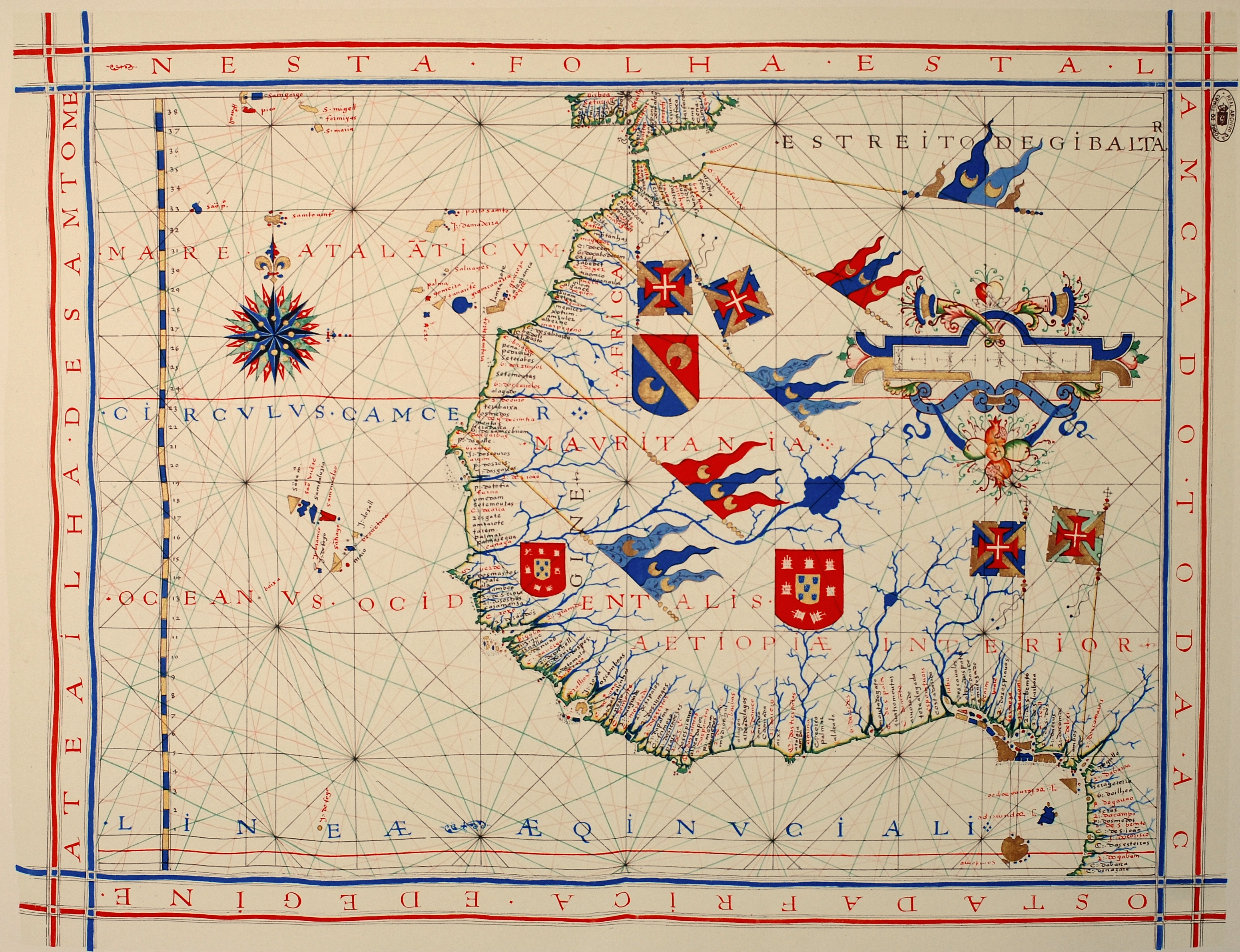
1571年绘制的西非航海图

费尔南·瓦斯·多拉多（葡萄牙語：Fernão Vaz Dourado，约1520年—约1580年）是一位16世纪葡萄牙地图制作师，属于葡萄牙航海地图制作第三时期，其特征是舍弃了托勒密关于确定方位的理论，对陆地的描绘更加精确。关于他的生平资料很少。
目前确认的多拉多的作品制作精美，质量非常高。他被认为是该时期最好的地图制作师之一。他制作的大部分地图原稿尺寸相对较大，包括航海地图。